# Нёвиль-сюр-Ван
Нёви́ль-сюр-Ван (фр. Neuville-sur-Vanne) — коммуна во Франции, находится в регионе Шампань — Арденны. Департамент — Об. Входит в состав кантона Эстиссак. Округ коммуны — Труа.
Код INSEE коммуны — 10263.
Коммуна расположена приблизительно в 125 км к юго-востоку от Парижа, в 90 км юго-западнее Шалон-ан-Шампани, в 23 км к западу от Труа.

## Население
Население коммуны на 2008 год составляло 433 человека.
| 1962 | 1968 | 1975 | 1982 | 1990 | 1999 | 2008 |
| ---- | ---- | ---- | ---- | ---- | ---- | ---- |
| 363  | 393  | 312  | 340  | 327  | 340  | 433  |

## Экономика
В 2007 году среди 283 человек в трудоспособном возрасте (15—64 лет) 215 были экономически активными, 68 — неактивными (показатель активности — 76,0 %, в 1999 году было 72,1 %). Из 215 активных работали 186 человек (109 мужчин и 77 женщин), безработных было 29 (10 мужчин и 19 женщин). Среди 68 неактивных 23 человека были учениками или студентами, 23 — пенсионерами, 22 были неактивными по другим причинам.

## Города-побратимы
- Пуэн-о-Трамбль[англ.] (Канада, с 1974, с 1982 как район Монреаля)
- Нёвиль[англ.] (Канада)